# Paragon Software
Paragon Software Group (PSG) — международная IT-компания, основанная в 1994 году группой студентов Московского физико-технического института (МФТИ). Офисы компании расположены в России, Германии, США и Японии. До 2008 года компания также имела офис в Швейцарии.
Paragon Software производит и продаёт программное обеспечение в следующих категориях:
- Системные утилиты (универсальные драйверы файловых систем, управление разделами диска, резервное копирование и восстановление данных, восстановление повреждённой системы, управление процессом загрузки системы, безопасность, перенос данных и многое другое для управления жёсткими дисками на крупных предприятиях, в малом и среднем бизнесе, а также частными пользователями любого уровня квалификации);
- Мобильное ПО (словари, игры, утилиты и программы распознавания рукописного текста для мобильных устройств);
- Специализированное ПО для распознавание текста (PenReader) и анализа почерка (Graphometric Tool);
- Разработка программного обеспечения для интернет-проектов.

Основными продуктами компании PSG являются Paragon Partition Manager, Paragon Drive Backup и Paragon Hard Disk Manager. Менее известные продукты — драйверы файловых систем Paragon NTFS for Mac, Paragon ExtFS for Mac, Paragon NTFS/HFS+/ExFAT for Linux (для OEM клиентов) и проприетарная Paragon FS. Кроме того, Paragon Software лицензирует технологии резервного копирования и восстановления данных другим ISV.
По состоянию на 2015 год PSG входил в тройку крупнейших производителей системного ПО в России.

## История
В 1994 году пять студентов Московского физико-технического института (МФТИ) начали разработку программного обеспечения для обработки данных на жёстких дисках. Первыми двумя продуктами стали Paragon DOS и Paragon BootManager.
В 1995 году в компании Paragon Software начинается работа в области поддержки русского языка на одном из первых карманных компьютеров — Newton MessagePad. Так появилось новое направление деятельности компании — Smart Handheld Devices Division.
В 1997 году Paragon Software (SHDD) предложил решения для русификации устройств под управлением мобильных платформ — Palm OS (впоследствии технология PiLoc), Windows CE (впоследствии технология LEng) и EPOC, а также адаптировал к Windows CE технологию PenReader и русифицировал рукописный ввод на Palm OS (Graffiti).
В 1998 году был открыт офис в Германии (Paragon Technologie GmbH), а в 2000 году – в Швейцарии.
В 2004 году компания начала осуществлять локализацию КПК Fujitsu-Siemens в России.
В 2005 году компания Epocware (Paragon Software Group) расширила линейку офисных и игровых приложений для Symbian OS и получила награду «Разработчик года» в премии Handango Champion Awards 2005. По заказу Nokia Epocware разрабатывает приложение Handy Zip, которое затем будет встраиваться на уровне платформы во все смартфоны Nokia.
В марте 2011 года редакция журнала PCMag признала Paragon Hard Disk Manager Suite 2011 лучшим продуктом среди всех программ управления жёсткими дисками. Paragon Software (PSG) также была удостоена международной премии Global Telecoms Business 2011 за мобильные решения для операторов связи. В этом же году компания вошла в число ведущих российских экспортёров «коробочных решений»

## Направления разработки
Компания имеет два основных направления разработки программного обеспечения:
- Подразделение System Utilities Division — продукты для управления жёсткими дисками, защиты данных и их восстановления. Подразделение разрабатывает системные утилиты и комплекты средств разработки.
- Подразделение Smart Handheld Devices Division заниметсяя разработкой программного обеспечения для мобильных устройств (карманных персональных компьютеров, планшетных компьютеров, коммуникаторов, смартфонов, мобильных телефонов) и настольных компьютеров
- Graphometric Tool — специальное ПО для почерковедов, основанное на алгоритме Зенкина-Петрова.
- PenReader — технология, основанная на алгоритме Зенкина-Петрова (оптическое распознавание символов). Технология активно используется в одноимённом продукте компании[7].

## Основные продукты
- Paragon Partition Manager
- Slovoed (словари, игры для изучения языков)
- Оболочка мобильного приложения для словарей таких брендов, как Oxford University Press, VOX, MYJMK, Van Dale,Langenscheidt,Duden, Merriam-Webster, Pons, AKADÉMIAI KIADÓ, Berlitz, Britannica, Cambridge University Press, Hoepli, Mondadori, Príroda
- Средство распознавания рукописного текста PenReader
- Средство для подключения usb-накопителей к телефону Paragon ExFAT NTFS USB Android
- Paragon Backup & Recovery[8]
- Paragon Deployment Manager
- Paragon Disk Wiper
- Paragon Drive Backup
- Paragon Drive Copy
- Paragon Hard Disk Manager
- Paragon Home Expert (Домашний эксперт)[9]
- NTFS/HFS+/ExFAT для Linux и Android
- NTFS/HFS+/ExFAT для QNX и ThreadX
- NTFS для Mac
- HFS для Windows
- NTFS/HFS+ для Windows CE

### Прекращённые разработки
- Paragon CD-ROM Emulator — создание виртуальных CD/DVD-приводов[10][11]